# Watergraphic
Watergraphic bezeichnet innerhalb der Bühnentechnik eine schreibende Wasserwand, mit der man beliebige Bilder und Schriften aus Wasser erzeugen kann.

## Unterschied
Während bei der Waterscreen-Technik das Wasser einfach der Schwerkraft folgend nach unten fällt und nur ein gänzliches oder segmentweises langsames Ein- und Ausschalten zulässt, werden bei der Watergraphic einzelne Wasserstrahlen computergesteuert sehr schnell ein und ausgeschaltet. Mit entsprechender Steuerungstechnik ist die Darstellung von Kontrastbildern (schwarz/weiß) möglich. Diese fallen entsprechend ihrer Anfangsgeschwindigkeit und Masse entsprechend dem Beschleunigungsfaktor unaufhaltsam nach unten.

## Darstellungen
Die Grundlage der Darstellung sind einfache schwarz-weiße Rastergrafiken. Ein hoher Kontrast und Verzicht auf Detailreichtum ist grundlegend. Bilder oder komplexe Logos scheitern zumeist an der wirtschaftlich noch machbaren horizontalen Darstellungsbreite (Pixel). Es ist ein Effekt und kein Ersatz für eine Video- oder Laserprojektion. Es lassen sich keine stehenden Bilder realisieren, denn es ändert bzw. erneuert sich immer der gesamte Bildinhalt und nicht wie beim Waterscreen mit Projektion nur ein kleiner Teil.

## Geschichte
Seit Entstehung der ersten Typen um 1989 haben einige Firmen Prototypen bis zur Serienreife und Eventeinsatzfähigkeit gebracht. Seit 2006 ist mit Ventilöffnungs- und -schließzeiten von unter 4 ms (das entspricht 250 Zeilen pro Sekunde) nach dem aktuellen Stand der Technik die physikalische Geschwindigkeitsobergrenze erreicht. Auch die horizontale Auflösung ist, verglichen mit Anfangsmodellen mit 20 Pixel pro Meter, bei in Serie produzierten Modellen mit 96 Pixel pro Meter wesentlich besser geworden. Horizontale Auflösungen von bis zu 1.536 Pixel Breite (was 32 m bzw. 16 m Bildbreite entspricht) sind möglich.
Auf der Expo 2008 in Saragossa in Spanien waren erstmals vier Anlagen verschiedener Hersteller zu sehen, die in der Grundfunktion gleich sind, sich in Auflösung und Technik jedoch sehr unterscheiden. Seit Mitte 2008 sind auch runde Anlagen und 3D-Anlagen erhältlich. In Deutschland hat sich der Begriff watergraphic als Sammelbegriff durchgesetzt.

## Technik

### Wasserstrahlform
Hier unterscheiden sich zwei Typen: Einzelstrahlen, d. h. jeder zumeist dicke Strahl wird einzeln ein- und ausgeschaltet. Damit sind klare und scharfe Konturen zu zeichnen. Dagegen Feinverregnung, in der der geschaltete Strahl nach dem Ventil nochmals in mehrere Strahlen aufgeteilt wird. Dies führt dann zu geschlossenerem Strahlbild, jedoch durch die Verzögerungen bedingt durch die Aufteilung zu teils extrem verwaschenen Konturen.

### Der Wasserschalter
Zumeist kommen handelsübliche Magnetventile für Wasser zum Einsatz. Auch Stöpselzieh- bzw. Verschlussstempelsysteme oder gar Ventile für eigentlich pneumatische Anwendungen sind zu finden.

### Steuerung: Ein und Aus
Hier wird unterschieden zwischen konventioneller Stromeinschaltung zur Erregung der Magnetspule bis zum Auslösen nach ca. 15–17 ms und High-Speed-Steuerung, mit der nach ca. 4 ms wesentlich schneller der Auslösepunkt erreicht wird.

### Computersteuerung
Bei den meisten Herstellern werden handelsübliche SPS-Industrie-Steuerungen eingesetzt. Da diese schnell an Grenzen (Kanalanzahl und gleichzeitig mögliche Schaltfunktionen) stoßen, werden insbesondere bei High-Speed-Systemen eigens entwickelte Rechner- und Bussysteme verwendet.
Während anfänglich die Programmierung sehr aufwändig war existieren inzwischen Systeme, die einfache Bitmap-Grafiken umrechnen. Einige Wasserwände lassen sich sogar „live“ durch einen Tablet-PC programmieren.

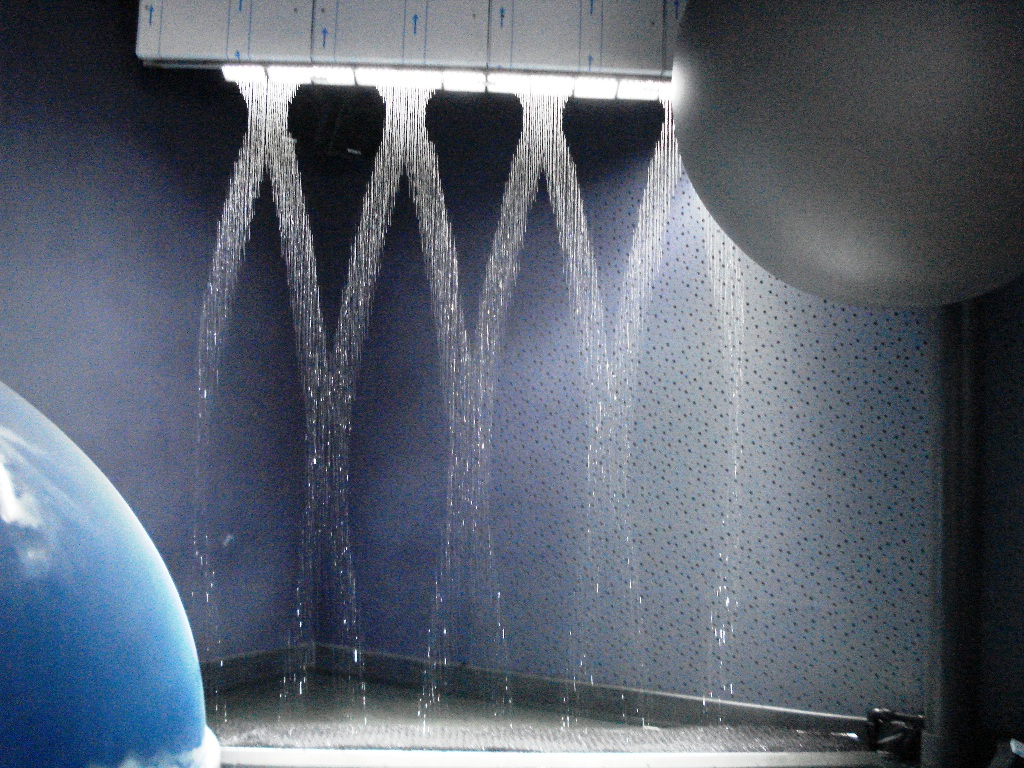
Auf der Expo Zaragoza
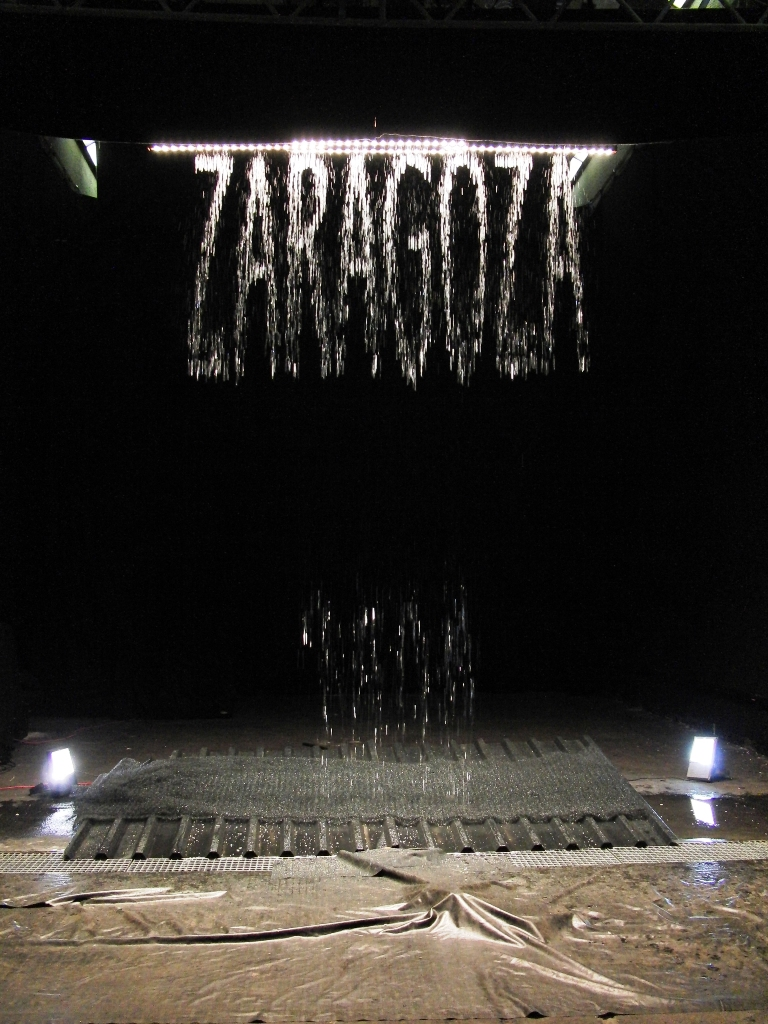
3m 288 pixel
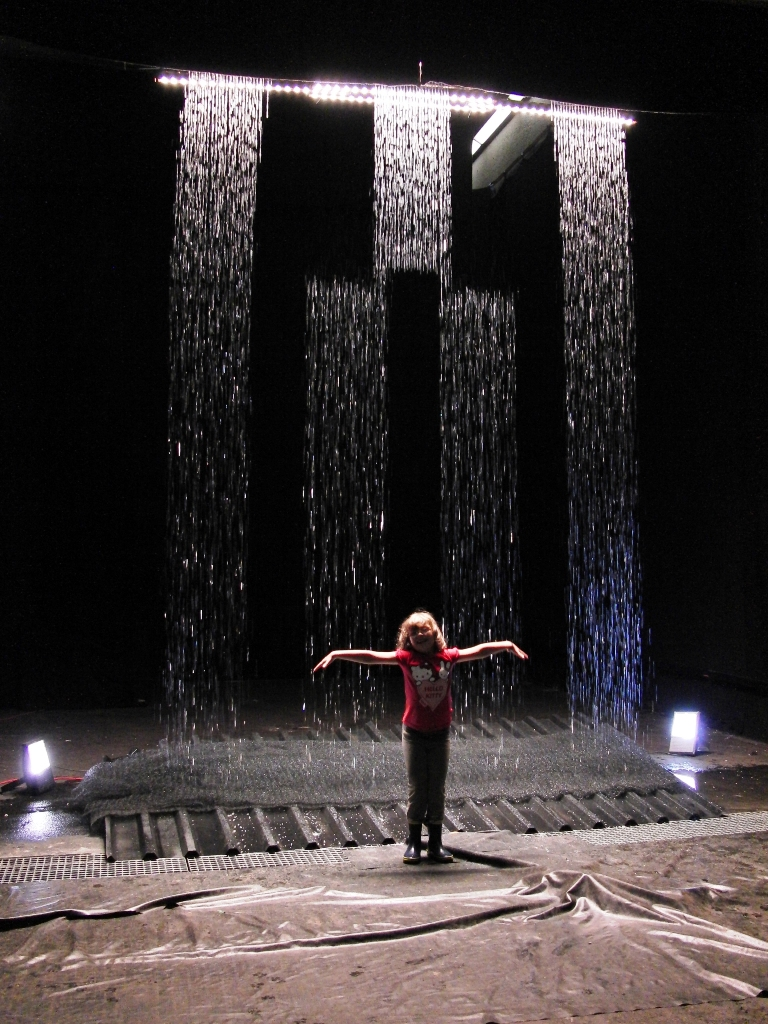
3m 288 pixel
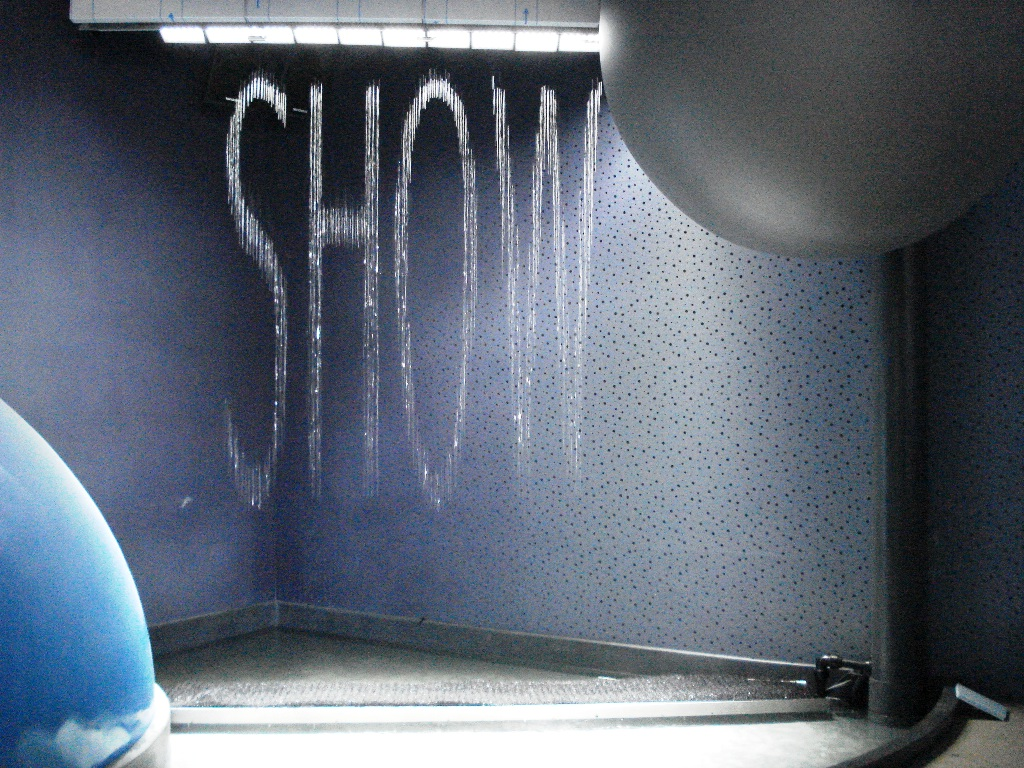
4m 384 pixel